# Баранцевский сельский округ
Баранцевский сельский округ — упразднённая административно-территориальная единица, существовавшая на территории Чеховского района Московской области в 1994—2006 годах.
Баранцевский сельсовет был образован в первые годы советской власти. По данным 1921 года он входил в состав Бавыкинской волости Серпуховского уезда Московской губернии.
24 марта 1924 года Бавыкинская волость была присоединена к Лопасненской волости.
В 1926 году Баранцевский с/с включал деревни Баранцево и Завалипьево, местечко Давыдова пустынь, посёлок Нерасстанное и лесную сторожку.
В 1929 году Баранцевский с/с был отнесён к Лопасненскому району Серпуховского округа Московской области.
14 июня 1954 года к Баранцевскому с/с был присоединён Талежский сельсовет.
22 июня 1954 года из Баранцевского с/с в Дидякинский сельсовет были переданы селения Голыгино, Еськино и Пронино, а в Новосёлковский с/с — селение Бершово.
15 июля 1954 года Лопасненский район был переименован в Чеховский район.
15 апреля 1959 года из Баранцевского с/с в Дидякинский были переданы селения Легчищево, Новый Быт и посёлок НАТИ. Одновременно из Новосёлковского с/с в Баранцевский были переданы селения Бершово и Мелихово. При этом центр Баранцевского с/с был перенесён в Мелихово, а сам сельсовет переименован в Мелиховский сельсовет.
3 июня 1959 года Чеховский район был упразднён и Мелиховский с/с отошёл к Серпуховскому району.
12 декабря 1959 года к Мелиховскому с/с был присоединён Плешкинский с/с. При этом Мелиховский с/с был переименован обратно в Баранцевский сельсовет, а его центром стало селение Баранцево.
1 февраля 1963 года Серпуховский район был упразднён и Баранцевский с/с вошёл в Ленинский сельский район. 11 января 1965 года Баранцевский с/с был возвращён в восстановленный Чеховский район.
31 марта 1988 года из Семёновского с/с Ступинского района в Баранцевский с/с был передан посёлок дома отдыха «Лопасня».
23 июня 1988 года в Баранцевском с/с была упразднена деревня Мошонки.
3 февраля 1994 года Баранцевский с/с был преобразован в Баранцевский сельский округ.
2 июля 2004 года к Баранцевскому с/о был присоединён Новосёлковский с/о.
В ходе муниципальной реформы 2004—2005 годов Баранцевский сельский округ прекратил своё существование как муниципальная единица. При этом все его населённые пункты были переданы в сельское поселение Баранцевское.
29 ноября 2006 года Баранцевский сельский округ исключён из учётных данных административно-территориальных и территориальных единиц Московской области.